# Ayla Erduran
Ayla Erduran (Istanbul, 22 settembre 1934 – Istanbul, 7 gennaio 2025) è stata una violinista turca.

## Biografia
Bambina prodigio, fu allieva di Karl Berger. Si esibì all'età di 10 anni nel suo primo recital col pianista austriaco Ferdi Statzer.
Dal 1946 al 1951 studiò al Conservatorio di Parigi sotto la guida di René Benedetti e di Joseph Benvenuti. Conseguito il Premier Prix, si trasferì negli Stati Uniti per studiare con Ivan Galamian e con Zino Francescatti. Qui rimase fino al 1955.
Dal 1957 al 1958 si perfezionò con David Ojstrach al Conservatorio di Mosca.
Nel 1957 ottenne il quinto posto al Concorso Wieniawski di Poznań.
Avviata la carriera concertistica, si esibì nelle più prestigiose sale del mondo. Iniziò a ricevere titoli onorifici per i suoi meriti artistici, tra cui il titolo di artista di Stato nel 1971; ricevette poi la medaglia d'oro della fondazione Sevda Cenap And di Ankara; vinse l'Harriet Cohen-Olga Veryney Award nel 1964 e il Premio Beethoven dei Paesi Bassi nel 1970.
Nel 1968 compì una lunga tournée in Africa con la pianista connazionale Verda Erman.
Le sue esecuzioni con le maggiori orchestre includono la London Symphony Orchestra, l'Orchestre de la Suisse Romande, la RIAS di Berlino, la Presidential Symphony Orchestra di Ankara e l'Orchestra Filarmonica Ceca.
Suonò con molti direttori tra i quali si ricordano Ernest Ansermet, Karel Ančerl, Paul Kletzki e Gennadij Roždestvenskij. Numerose sono state le sue tournée in Corea del Sud, Stati Uniti, Canada, Medio Oriente, India, Africa, Russia, Azerbaigian e Turchia.
Eseguì il Concerto del compositore turco Ulvi Cemal Erkin (1906–1972), diretto dal compositore a Bruxelles nel 1958 alla presenza della regina Elisabetta.
Nel 1965 fu prescelta per celebrare il centenario della nascita di Sibelius. In quell'occasione suonò a Ginevra il Concerto di Sibelius con l'Orchestre de la Suisse Romande diretta da Ernest Ansermet.
Le sue esecuzioni furono trasmesse via radio in Inghilterra, Germania, Brasile, Bulgaria, Russia, Polonia, Iraq, Olanda e gli Stati Uniti d'America. Erduran si è esibita in duo con musicisti come Yehudi Menuhin, Henryk Szeryng, Igor' Ojstrach e Viktor Pikaisen.
Parallelamente alla sua attività concertistica, svolse quella di docente, insegnando in Svizzera tra il 1973 e il 1990.
Una biografia di Ayla Erduran scritta da Evin İlyasoğlu ed intitolata Ayla′yı Dinler misiniz? è stata pubblicata a Istanbul nel 2002.